# William Melvin Kelley
William Melvin Kelley (Nova Iorque, 1 de novembro de 1937 — Manhattan, 1 de fevereiro de 2017) foi um escritor e contista afro-americano. Ele é talvez mais conhecido por seu romance de estreia, A Different Drummer, publicado em 1962.
Kelley também foi professor universitário e instrutor de criação literária. Em 2008, ele recebeu o prêmio Anisfield-Wolf Book Award pelo conjunto de sua obra.

## Biografia
Kelley nasceu na cidade de Nova Iorque em 1937, no Hospital Seaview, um sanatório em Staten Island onde sua mãe, Narcissa Agatha Garcia Kelley, era paciente. Seu pai, William, foi editor do New York Amsterdam News por vários anos. Kelley cresceu no bairro de classe média de ítalos-americanos do Bronx, com seus pais e sua avó, uma costureira, filha de uma escravizada e um coronel confederado.
Kelley estudou na Fieldston School, em Nova Iorque, uma escola quase que integralmente de brancos, onde se tornou presidente do conselho estudantil e capitão do time de atletismo em seu último ano. Ele então foi para a Universidade Harvard (turma de 1960), onde estudou com John Hawkes e Archibald MacLeish. Enquanto ainda era estudante em Harvard, recebeu o Prêmio Dana Reed de criação literária. Seu romance de estreia, A Different Drummer, foi publicado quando tinha 24 anos, em 1962. Em 1964, a coleção de contos de Kelley, Dancers on the Shore, foi publicada, e em 1964 seu segundo romance, A Drop of Patience.
Sua mãe morreu em seu segundo ano de faculdade e seu pai em seu último ano. Kelly trocou de curso quatro vezes sem sucesso e desistiu da faculdade em 1960, seis meses antes da formatura, para se tornar escritor. Em 15 de dezembro de 1962, depois de reencontrar Karen Gibson na Penn Relays, uma estudante de arte no Sarah Lawrence College a quem ele conheceu na adolescência, eles se casaram. O casal se mudou para Roma em 1963, retornando aos Estados Unidos um ano depois.
A primeira filha do casal, Jessica,  nasceu em fevereiro de 1965 e a segunda, Ciara, em maio de 1968, em Paris, onde o casal vivia na Rue Regis, número 4.
Em 1968, após os assassinatos de Martin Luther King, Jr. e Robert F. Kennedy, o casal decidiu que não queria criar as filhas nos Estados Unidos. Inicialmente tinham pensado em se mudar para algum país da África falante de francês, mas decidiram ir para a Jamaica. Estudando a Bíblia, o casal se converteu ao judaísmo. Eles moraram na Jamaica até 1977, quando precisaram retornar para Nova Iorque, já sem dinheiro, estabelecendo-se no Harlem.

## Carreira
Na década de 1960, morando em Paris, onde escreveu o romance dəm (1967), Kalley lecionou literatura americana na Universidade de Paris.
Kelley também foi professor e instrutor de redação. Suas nomeações acadêmicas incluíram um período como escritor residente na Universidade Estatal de Nova Iorque em Geneseo; ele também lecionou na New School for Social Research e no Sarah Lawrence College de 1989 até sua morte em 2017.
Em 1988, Kelley estrelou em Excavating Harlem in 2290, que ele também escreveu e produziu, em colaboração com Steve Bull. Ele também contribuiu em The Beauty That I Saw, um filme montado a partir dos videoblogues de Kelley de Harlem, mostrando-o na tela. Editado por Benjamin Oren Abrams, foi apresentado no Harlem International Film Festival em 2015.
Kelley publicou quatro romances e um volume de contos. Em uma entrevista de 2012, ele afirmou ter concluído mais dois romances que até agora permaneceram inéditos. De acordo com Robert E. Fleming:
| “ | Desde o início de sua carreira em 1962, William Melvin Kelley empregou sua forma distinta de humor ácido para examinar os absurdos que cercam as atitudes raciais norte-americanas. | ” |

## Morte
Kelley morreu em 1 de fevereiro de 2017, em Manhattan, devido a complicações desencadeadas por uma insuficiência renal aos 79 anos. Ele foi sepultado no cemitério Forest Lawn Memorial Park, em Glendale, Los Angeles.